# Keion Carpenter
Keion Eric Carpenter (* 31. Oktober 1977 in Baltimore, Maryland; † 29. Dezember 2016 in Miami, Florida) war ein US-amerikanischer American-Football-Spieler auf der Position des Safeties. Er spielte sieben Jahre für die Buffalo Bills und die Atlanta Falcons in der National Football League (NFL).

## Frühe Jahre
Carpenter ging auf eine High School im Baltimore County, Maryland. Danach ging er auf die Virginia Polytechnic Institute and State University. 

## NFL
Carpenter wurde nach dem NFL Draft 1999 von den Buffalo Bills unter Vertrag genommen. Hier blieb er drei Saisons, ehe er 2002 zu den Atlanta Falcons wechselte. Am 24. November 2002 erzielte er das erste und einzige Mal in seiner Karriere einen Touchdown nach einer Interception im Spiel gegen die Carolina Panthers.
Carpenter war einer der wenigen Footballspieler, die es schafften, nach einer Spondylodese, einem operativen Eingriff, bei dem Wirbelkörper versteift werden, um eine volle Belastbarkeit der Wirbelsäule zu erzielen, ein Comeback in der NFL zu feiern.

## Persönliches
Carpenter hatte drei Töchter und einen Sohn.

## Tod
Am 28. Dezember 2016 stürzte Carpenter, während er mit seiner Familie in den Ferien in Miami (Florida) war, beim Spielen mit seinem Sohn, wobei er sich den Kopf anstieß. Anschließend fiel er ins Koma. Einen Tag später starb er.